# Hylocharis
A Hylocharis a madarak osztályának sarlósfecske-alakúak (Apodiformes) rendjébe és a kolibrifélék (Trochilidae) családjába tartozó nem.

## Rendszerezés
A nembe az alábbi 6 faj tartozik:
- sárgafarkú zafírkolibri (Hylocharis eliciae)
- Hylocharis sapphirina
- Hylocharis cyanus
- Hylocharis chrysura

Egyes rendszerbesorolások szerint a Basilinna nembe sorolt két fajt is ide tartozik: 
- kaktuszkolibri (Basilinna xantusii vagy Hylocharis xantusii)
- fehérfülű kolibri (Basilinna leucotis vagy Hylocharis leucotis)